# Tranz Metro
Tranz Metro es el operador del sistema de  ferrocarriles suburbanos de la ciudad de Wellington, capital de Nueva Zelanda y su área metropolitana. Es parte de KiwiRail, la compañía que opera la red de ferrocarriles y ferrys entre las islas de ese país.

## Líneas
El sistema comprende 5 líneas, con una longitud total de 194,7 km y 50 estaciones, varias de las cuales sirven a más de una línea. Todas tienen como terminal a la estación Wellington, la principal de la ciudad y más activa de Nueva Zelanda en cantidad de pasajeros.

Todas las líneas están electrificadas a través de catenarias con 1.500 v DC, excepto la línea Wairarapa que opera con locomotoras diésel.

Tranz Metro system map

| Estaciones | Línea        | Longitud |
| ---------- | ------------ | -------- |
| 8          | Jhonsonville | 10,5 km  |
| 18         | Paraparaumu  | 48,3 km  |
| 18         | Hutt Valley  | 32,4 km  |
| 6          | Melling      | 13,5 km  |
| 13         | Wairarapa    | 90,0 km  |

## Material rodante

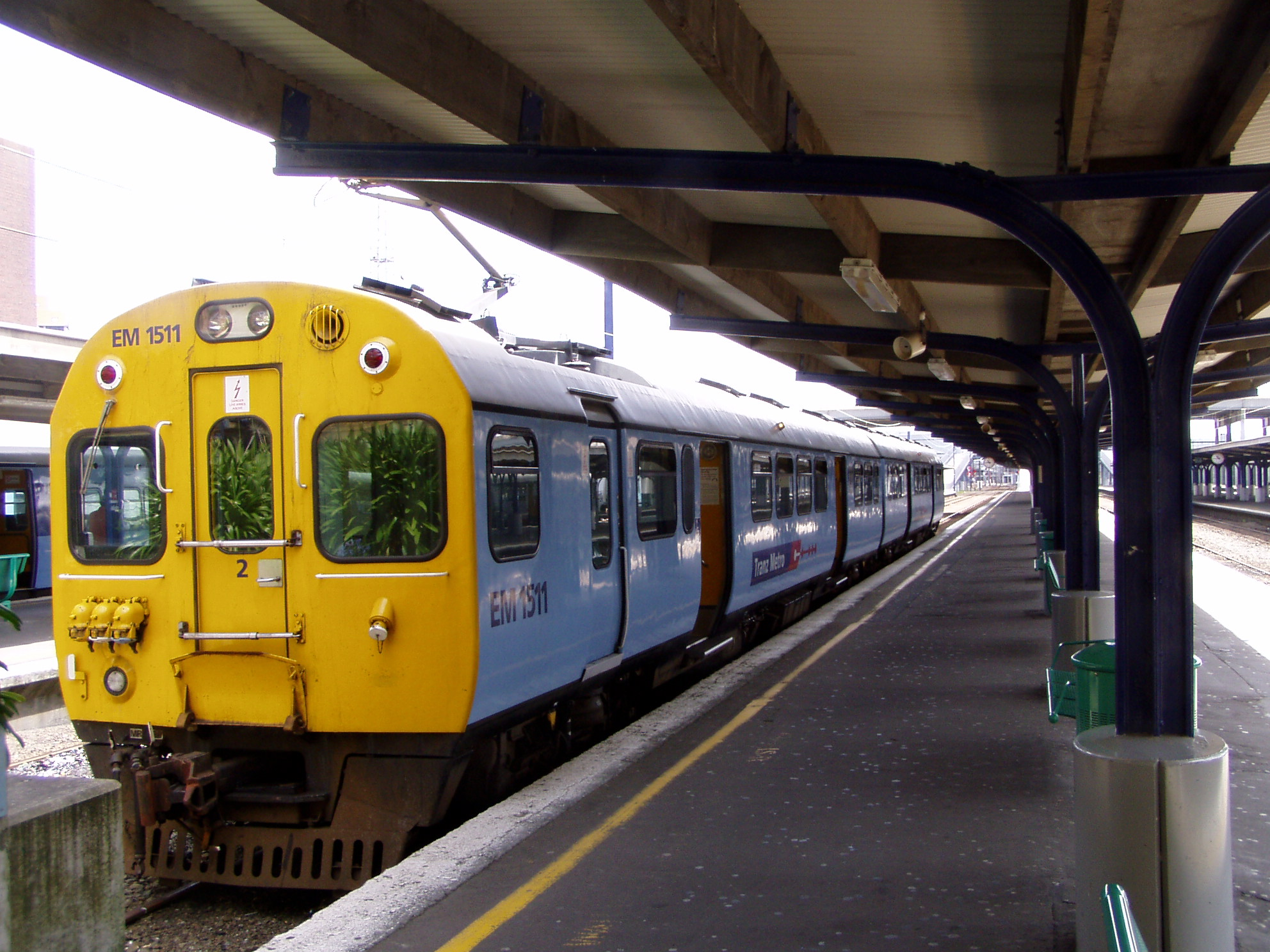
TranzMetro class EM1511 en Wellington Station 2006

Las unidades eléctricas múltiples (EMU) de las clases EM y DM son el principal tipo de material rodante utilizado por Tranz Metro en su red de servicios electrificados. Las unidades múltiples a menudo operan solas fuera de las horas punta, mientras que durante las horas punta, pueden ser conectadas entre sí para formar trenes de hasta cuatro unidades de largo.
La línea Wairara usa vagones del tipo FM, impulsados por locomotoras diésel clase DC, DFT o DX.